# Anton Ehrenberger

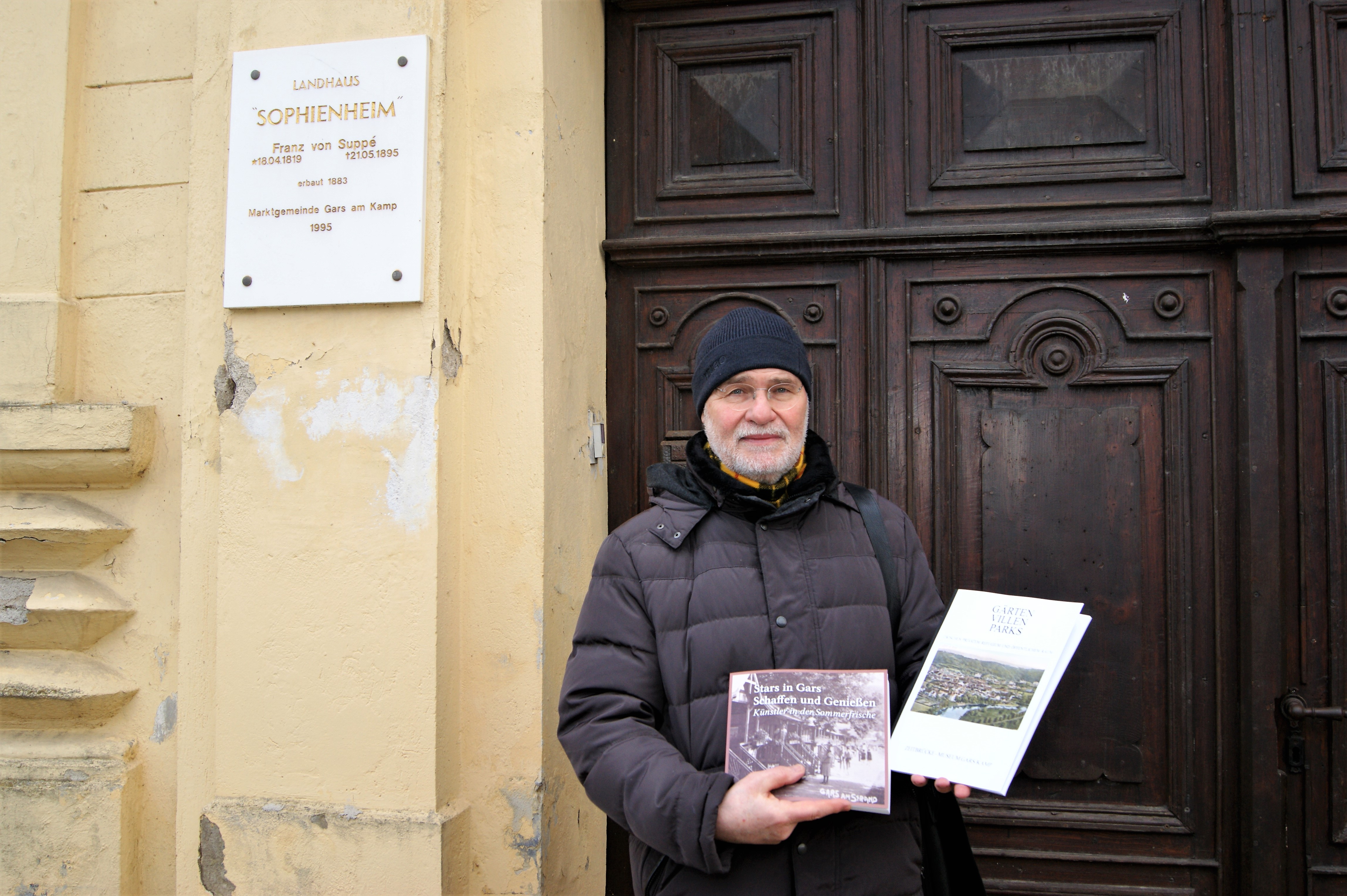
Anton Ehrenberger, langjähriger Obmann des Zeitbrücke-Museums, vor der Franz-von-Suppè-Villa

Anton Ehrenberger (* 14. Februar 1953 in Horn) ist ein österreichischer bildender Künstler, Kulturvermittler, Kulturpublizist und Ausstellungsgestalter, der in Gars am Kamp arbeitet und lebt.

## Leben und Werk
Anton Ehrenberger studierte an der Hochschule für angewandte Kunst in Wien (Meisterklasse Herbert Tasquil) sowie an der Internationalen Sommerakademie für Bildende Kunst Salzburg bei Rudolf Hradil (Radierung) und Werner Otte (Lithographie). Ehrenberger war Kunsterzieher am Piaristengymnasium Krems und Lehrbeauftragter an der Kirchlichen Pädagogischen Hochschule Krems für das Lehramt in Bildnerischer Erziehung und ist seit den 1970er Jahren als bildender Künstler, Kulturvermittler, Kulturpublizist und Ausstellungsgestalter tätig. Ehrenberger ist Mitglied des „St. Pöltner Künstlerbundes“ und der Kremser Künstlergruppe „raumgreifend“. Gemeinsam mit Hans Heppenheimer war Ehrenberger die treibende Kraft für die Museumsgestaltung, die Ortsbild- und Denkmalpflege sowie die Erforschung und Dokumentation der Geschichte von Gars am Kamp. Als Heppenheimers Nachfolger war Ehrenberger von 1989 bis 2000 Leiter des Garser Heimatmuseums und von 2012 bis 2023 Leiter des Zeitbrücke-Museums Gars. In diesen Funktionen hat er zahlreiche Ausstellungen kuratiert, Kataloge und Publikationen verfasst und herausgegeben.

## Auszeichnung
- Ehrenpreis der Stadt Salzburg (1980)

## Publikationen (Auswahl)
- Literatur von und über Anton Ehrenberger im Katalog der Deutschen Nationalbibliothek

### Kulturpublizistisches (Auswahl)
- Anton Ehrenberger und Gottfried Layr: „Gars um 1900. Bilddokumentation anlässlich der Ausstellung 'Geschichte der Marktgemeinde Gars zur Jahrhundertwende'“. Gars am Kamp 1978.
- Anton Ehrenberger, Elisabeth Sachs und Hubert Obenaus: Franz von Suppè (1819–1895). Festschrift zur Eröffnung der Suppé-Gedenkstätte Gars am Kamp (Garser Ausstellungs- und Veranstaltungsinformationen. Heft 7). Gars am Kamp 1995.
- Anton Ehrenberger: Vier Beiträge in: Etzmannsdorf, Wanzenau, Wolfshof. Landschaftsökologie und Leben in den Heiligen drei Ländern (Horn 1999). ISBN 3-9501180-0-4.
- Anton Ehrenberger: „Gärten, Villen, Parks. Zwischen privatem Refugium und öffentlichem Raum“. Katalog zur Sonderausstellung des Zeitbrücke-Museums. Gars am Kamp 2006.
- Anton Ehrenberger und Peter Böttcher: Gars am Kamp. Pfarrkirche Hll. Simon und Judas Thaddäus und Gertrudskirche [Text: Anton Ehrenberger. Fotos: Peter Böttcher]. Christliche Kunststätten Österreichs. (Salzburg 2007).
- Anton Ehrenberger: „100 Jahre Amateurtheater in Gars. 20 Jahre Theatergruppe SPEKTAKEL“. Katalog zur Sonderausstellung des Zeitbrücke-Museums. Gars am Kamp 2012.
- Anton Ehrenberger und Josef Grassler: „Klingendes Gars. Militärkapellen. Kurorchester. Ortsblasmusikkapellen. Fotodokumente seit 1898“. Katalog zur Sonderausstellung des Zeitbrücke-Museums. Gars am Kamp 2013.
- Anton Ehrenberger: Architektur und Kunst in Gars. In: Bettina Marchart und Markus Holzweber (Hrsg.): „Garser Geschichten“. Gars am Kamp. Tausende Jahre Kulturlandschaft (2014). S. 319–417. ISBN 978-3-9503541-3-3.
- Anton Ehrenberger, Oliver Fries und Ronald Kurt Salzer (Hrsg.): Garser Burgen. Herrschaftsmittelpunkte vom Frühmittelalter bis zur Neuzeit. 2015. ISBN 978-3-85028-731-9.
- Anton Ehrenberger und Andreas Weigel: „Stars in Gars. Schaffen und Genießen. Künstler in der Sommerfrische“. Herausgegeben vom Museumsverein Gars, Zeitbrücke-Museum Gars (Gars 2017). ISBN 978-3-9504427-0-0.
- Ingrid Scherney und Anton Ehrenberger: „Utopie. Entwürfe über das Zusammenleben der Menschen im Laufe der Geschichte bis heute. Ausgewählte Beispiele“. Herausgegeben vom Museumsverein Gars, Zeitbrücke-Museum Gars (Gars 2018). ISBN 978-3-9504427-1-7.
- Anton Ehrenberger: „Kamptaler Sakrallandschaften. Die sieben Pfarren des Pfarrverbandes Gars: Gars, Freischling, Plank, Schönberg, Stiefern, St. Leonhard am Hornerwald, Tautendorf.“ Gars am Kamp, Zeitbrücke-Museum 2022. ISBN 978-3-9504427-7-9

### Künstlerische Ausstellungskataloge (Auswahl)
- „Anton Ehrenberger. Malerei und Grafik“ (2018).
- Zur 70. Jahresausstellung des „St. Pöltner Künstlerbundes“ (2016).
- „exhibition of friendship“, Adjara Museum of Art, Batumi (Georgien) (2016).
- „Reaktion“. Katalog des Vereins „raumgreifend“ zur Ausstellung im museumkrems (1984).
- „Landscape Art Project 1998–2001“, Wachtberg Gars am Kamp (2001).
- „Kontemplationen“, Mitgliederausstellung der Galerie Stadtpark Krems (1990).
- „Künstler – Kunst – Künstler (Orozco-Zyklus)“. Paraphrasen – Hommagen – Variationen, Blau-Gelbe Galerie Wien (2014).
- „Anton Ehrenberger. Graphik“ (Einführender Text: Wolfgang Hilger) (1984).

## Ausstellungen (Auswahl)

### Einzelausstellungen (Auswahl)
- Utopie und Poesie. St. Pölten (2018)
- Reutlingen, Baden-Württemberg (2016)
- Alter Schüttkasten. Akademie Geras (2015)
- Kulturzentrum Dürnhof. Zwettl (2015)
- Kultur Mitte, Krems (2013)
- Galerie des Bürgerspitals. Drosendorf (2011)
- Heimathaus Attersee. Attersee (2009)
- Galerie Alte Schmiede Schönberg (2006)
- Landhausgalerie Ausstellungsbrücke, St. Pölten (2002)
- AKH Galerie Wien (2001)
- Hippolythaus St. Pölten (2000)
- N.Ö. Dokumentationszentrum für Moderne Kunst, St. Pölten (1996)
- Galerie Göttlicher, Krems-Stein (1994)
- Verein für Kunst und Kultur, Eichgraben (1988)
- Kleine Galerie am Hauptplatz (Zweymüller), Baden (1986)
- Galerie Stadtpark, Krems (1984)
- Galerie Thurnhof, Horn (1984)
- Kunstverein Arcade, Mödling (1982)

### Ausstellungsbeteiligungen (Auswahl)
- Grauzonen, Galerie Daliko, Grauzonen, Krems (2018)
- Surprise, Galerie Kunst.Werk, St. Pölten (2017/18)
- 70 Jahre St. Pöltner Künstlerbund, Stadtmuseum St. Pölten (2016)
- „Not for Sale“ und „Horizonte“, Galerie Kunst.Werk, St. Pölten (2016)
- Galerie Alte Eremitage, Wegscheid (2016)
- Symposiumsausstellung. Kunsthaus Batumi. Batumi (Georgien) (2015)
- „reaktion“, Verein „raumgreifend“ im museumkrems (2014)
- „Les Fleurs du Mal. Die Blumen des Bösen“, Galerie Kunst.Werk, St. Pölten (2014)
- Art-Walk, Groß Siegharts (2013)
- Kecskemét (Ungarn) (1990)